# 走马楼简牍
走马楼简牍（英語：Zoumalou bamboo slips）是在湖南省长沙市中心的五一广场出土的一批简牍，主要包括三国吴国纪年简牍和西汉简牍。其数量超过近代以來出土简牍的总和。

## 历史
1996年6月至12月，长沙在市中心临近五一广场走馬樓地带修建平和堂商业广场时，在原走馬街50號房基下編號為J22的古井中發現了大批三國吴国紀年的简牍。初步統計其总数高达14万余枚，超过近代以來出土简牍的总和。經釋讀，這批簡牘被認為是三國吳長沙郡臨湘縣及臨湘侯國的文書。其書寫年代大部分在東漢建安至吳嘉禾年間（196年—237年），其內容大致分為吏民田家、黃簿民籍、繳納各種賦稅的簿籍、米布錢等物出入調運幾簿、司法文書、官府上下行文書及名刺、信札等類，涉及政治、經濟、軍事、文化諸多方面，對於深入研究三國時期吳國的土地制度、賦稅制度、司法制度及有關的典章制度，具有非常重要的價值。被列为為1996年全國十大考古新發現之一，二十世紀百項考古大發現之一。
2003年位于走马楼的湖南省供销社修建综合楼，在新发掘的8号井内再次发现多枚西汉简牍。简牍总数达到1万余枚，主要是汉武帝时期的行政文书。
这是在同一条街道的两次大发现。为了对简牍进行保护、研究和宣传，长沙市政府在白沙路92号兴建了长沙简牍博物馆，于2005年12月26日正式开馆。这也是中国唯一一座集简牍保护、整理、研究和展示于一体的专题博物馆。